# Parthenice
Parthenice là một chi thực vật có hoa trong họ Cúc (Asteraceae).

## Loài
Chi Parthenice gồm các loài: